# 凌宗湧
凌宗湧（英語：Alfie Lin，1973年11月5日—），臺灣桃園市人，花藝家、美學顧問和作家。

## 生平
凌宗湧1973年11月於臺灣出生，父親為四川省人，為經營雜貨業的業餘畫家。凌宗湧退伍後曾投入快遞業，因緣際會擔綱為花店送花的業務，穿梭於婚喪喜慶之間，成為其日後投入花藝設計事業的關鍵。1998年與夥伴共同創辦「CNFlower西恩花藝」公司並親任設計總監。

## 家庭
凌宗湧的妻子是一位攝影師，兩人育有一子。

## 國際媒體採訪
- 《了不起的匠人第三季》師承自然的花藝美學家-凌宗湧 （页面存档备份，存于）
- 《TVBS》看板人物送花小弟到CN 集團凌宗湧 （页面存档备份，存于）
- 《LE FIGARO》法國媒體採訪《西班牙芙洛拉國際花藝節》作品-蝴蝶谷
- 《GQ Taiwan》『MEN OF THE YEAR AWARDS 2016』2016年12月刊獲選GQ 年度風格男人
- 《alive 品味書》特別號『樂學自慢』與花藝大師習美學
- 《ELLE DECORATION 家居廊-台灣版》2015年冬季號封面特輯，專訪九份數樹私宅-綠意滿山城
- 《羅博報告Robb Report》2015年9月號人物專訪-凌宗湧，美本不應是附加值
- 《TRAVELER Luxe 旅人誌》2015年7月號專訪-探訪花朵故鄉的旅行：北京
- 《ELLE DECORATION 家居廊-上海版》2015年7月第十一周年刊號專訪九份數樹私宅-綠意滿山城
- 《ELLE DECORATION 家居廊-上海版》2015年2月刊專訪-花語使者

## 提名與獲獎
- 2014年： 臺灣室內設計大獎 TID Award 空間裝飾藝術類－杭州富春山居 花藝作品 『江南竹雨』[5]
- 2014年：臺灣陳設藝術菁英獎
- 2016年：GQ Men of The Year
- 2017年：中國室內設計影響力人物提名
- 2020年：MAISON＆OBJET Design Award美奧國際設計大獎 美學大使

## 出版作品
- 《花藝大師到你家：凌宗湧的花品味，從玄關、客餐廳、工作空間、私密臥室的65個飯店級提案》[6]
- 《每日美日：凌宗湧的80+作品解析，收服國際名流與奢侈品牌的原生美學》[7]

## 外部連結
- 凌宗湧Alfie Lin 花藝生活美學的Facebook專頁
- 凌宗湧的Instagram帳戶
- CNFlower西恩的Facebook專頁 （页面存档备份，存于）
- CNFlower西恩的Instagram帳戶